# 알턴

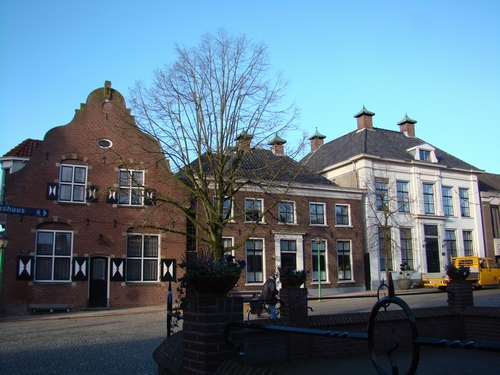
알턴 시청

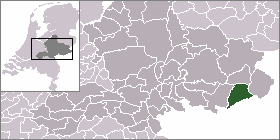
알턴의 위치

알턴(네덜란드어: Aalten)은 네덜란드 헬데를란트주의 도시로 면적은 97.03km2, 높이는 31m, 인구는 27,008명(2014년 5월 기준), 인구 밀도는 280명/km2이다.

시기
시 문장